# Compton (album)
Pour les articles homonymes, voir Compton.
Albums de Dr. Dre
2001
(1999)
Compton — ou Compton: a Soundtrack by Dr. Dre — est le troisième et dernier album studio du rappeur américain Dr. Dre, sorti en 2015. Il s'inspire du biopic sur le groupe N.W.A, NWA : Straight Outta Compton. Les chansons Talking To My Diary et Just Another Day apparaissent dans le film.
Plusieurs rappeurs, tels que Eminem, Snoop Dogg, Kendrick Lamar et The Game, entre autres, participent à l'album. Il y a également la participation notable de DJ Premier à la production.

## Sortie
L'album sort en téléchargement le 7 août 2015, uniquement sur Apple Music (avec la possibilité d'une pré-écoute de 3 heures à 6 heures la veille) et iTunes Store. Il sort ensuite en CD le 21 août 2015.

## Historique
Pendant une interview donnée le 1er août 2015 sur la station de radio Power99FM, Ice Cube annonce que Dr. Dre va sortir un nouvel album. Le même jour, Dr. Dre confirme sur une autre station de radio que l'album sort le 7 août 2015. Dr. Dre fait aussi référence à l'album Detox qu'il dit ne pas vouloir publier, car le résultat ne le satisfait pas.
Dr. Dre a commencé à vouloir faire cet album lors du tournage d'une bande-annonce pour les besoins du film : « Je me suis senti tellement inspiré par le film que j'ai commencé à enregistrer l'album ». Début août 2015, il ajoute « J'ai commencé par enregistrer un titre. J'ai gardé le secret et, maintenant, l'album est terminé ».

## Critique
Jonah Weiner du magazine américain Rolling Stone donne à l'album la note 4/5 et écrit notamment « It's no Detox. It's something realer, and better » (« Ce n'est pas Detox. C'est quelque chose de plus réel, et de meilleur »).
Sur le site Internet de l'hebdomadaire français L'Express, Léo Mouren le décrit comme un « disque complexe et innovant ». Le journaliste souligne par ailleurs que « l'esprit de son premier groupe N.W.A se ressent tout au long de l'album, notamment dans les thèmes abordés par Dre et ses invités ». Le travail minutieux de Dr. Dre est également mis en avant dans l'article : « Tout l'intérêt du disque réside dans la précision et le détail des compositions de Dr. Dre. Le mixage et le mastering, tout en minutie, donne à son album une dimension particulière ».
Stéphanie Binet du Monde regrette que l'introduction de l'album soit « gâchée par un excès de jeunisme du rappeur, qui après seize ans d’absence adopte la manière de rapper, très actuelle et surfaite, du sud des États-Unis, le trap » mais écrit tout de même que l'album est « du bon Dr. Dre, inattendu ».
Pour Mathilde Doiezie du Figaro, l'album compile « l'héritage de Dre et n'est pas nostalgique pour autant ». Elle ajoute notamment : « Le tout est mené avec une précision de maître. La production léchée minaude de bout en bout. Il y a de la puissance, de l'emphase, de la noirceur. Loose Canons est l'un des titres les plus marquants, véritable histoire scénarisée, avec ses cuivres crissants, sa douce flûte et son xylophone au début, qui devient un cauchemar au gré des cris et des balles qui sifflent ». Elle conclut en écrivant : « Dr. Dre a signé son “grand finale” ».
Sur le site Internet de L'Obs, Olivier Cachin décrit l'album comme du « cinémascope ricain en son THX gangstérisé avec tous les anciens et tous les modernes ». Il précise en conclusion : « seul le temps dira si cet ultime projet vieillira comme un grand cru ».
Compton a été certifié disque d'or par la RIAA le 13 octobre 2015 pour plus de 600 000 exemplaires vendues aux États-Unis.

## Liste des titres
| No  | Titre                                                                     | Producteur(s)                                                             | Durée |
| --- | ------------------------------------------------------------------------- | ------------------------------------------------------------------------- | ----- |
| 1.  | Intro                                                                     | Dr. Dre, Focus...                                                         | 1:15  |
| 2.  | Talk About It (featuring King Mez & Justus)                               | DJ Dahi, Free School                                                      | 3:15  |
| 3.  | Genocide (featuring Kendrick Lamar, Marsha Ambrosius & Candice Pillay)    | Dem Jointz                                                                | 4:27  |
| 4.  | It's All on Me (featuring Justus & BJ the Chicago Kid)                    | Dr. Dre, Bink!                                                            | 3:47  |
| 5.  | All in a Day's Work (featuring Anderson .Paak & Marsha Ambrosius)         | DJ Khalil, DJ Dahi                                                        | 5:13  |
| 6.  | Darkside / Gone (featuring King Mez, Marsha Ambrosius & Kendrick Lamar)   | Dr. Dre, Best Kept Secret, D.R.U.G.S Beats                                | 3:53  |
| 7.  | Loose Cannons (featuring Xzibit, Cold 187um & Sly Pyper)                  | Dr. Dre, Focus..., Trevor Lawrence, Jr.                                   | 4:13  |
| 8.  | Issues (featuring Ice Cube, Anderson .Paak & Dem Jointz)                  | Dr. Dre, Curt Chambers, Focus..., Theron Feemster et Trevor Lawrence, Jr. | 3:41  |
| 9.  | Deep Water (featuring Kendrick Lamar, Justus & Anderson .Paak)            | Dr. Dre, Focus..., Cardiak, Dem Jointz, DJ Dahi                           | 5:11  |
| 10. | One Shot One Kill (Jon Connor featuring Snoop Dogg)                       | Focus..., Dr. Dre, Trevor Lawrence, Jr.                                   | 3:25  |
| 11. | Just Another Day (The Game featuring Asia Bryant)                         | Theron Feemster, Trevor Lawrence, Jr.                                     | 2:21  |
| 12. | For the Love of Money (featuring Jill Scott, Jon Connor & Anderson .Paak) | Cardiak                                                                   | 4:08  |
| 13. | Satisfiction (featuring Snoop Dogg, Marsha Ambrosius & King Mez)          | Dem Jointz                                                                | 4:24  |
| 14. | Animals (featuring Anderson Paak)                                         | DJ Premier, BMB SpaceKid (add.)                                           | 3:47  |
| 15. | Medicine Man (featuring Eminem, Candice Pillay & Anderson .Paak)          | Focus..., Dem Jointz                                                      | 4:23  |
| 16. | Talking to My Diary                                                       | Dr. Dre, DJ Silk, Choc                                                    | 4:23  |

## Samples
- Intro contient un extrait du reportage télévisé Compton Black City produit par T3 Media et CBS News.
- Genocide contient un sample de Burn Rubber on Me (Why You Wanna Hurt Me) de The Gap Band.
- It's All on Me contient un sample de The Lord Will Make A Way" de S.C.I. Youth Choir.
- Darkside contient des extraits de Eazy E from Julio G's Westside Radio*
- Gone contient un sample de Spirits of Ancient Egypt des Wings.
- Loose Cannons contient un sample de Underground Session de Janko Nilovic.
- Issues contient un sample de Ince Ince de Selda Bağcan.
- One Shot One Kill contient des éléments de Ogni Riferimento A Fatti Accaduti E’ Puramente Casuale écrit et interprété par Calibro 35.
- Just Another Day contient un sample de Fang Jai Viangjan écrit par Thepporn Petchubon.
- For the Love of Money contient un sample de Foe tha Love of $ de Bone Thugs-N-Harmony et des éléments de Vendesi Saggezza E Cervello Di Seconda Mano de Locanda delle Fate.
- Talkin to My Diary contient des samples de Lord Have Mercy de Beanie Sigel et de Dernier Domicile connu de François de Roubaix.

## Classements hebdomadaires
| Classement / pays (2015)            | Meilleure position |
| ----------------------------------- | ------------------ |
| Australie (ARIA)                    | 1                  |
| Belgique (Flandre Ultratop)         | 1                  |
| Belgique (Wallonie Ultratop)        | 5                  |
| Canada (Canadian Albums Chart)      | 1                  |
| Danemark (Tracklisten)              | 2                  |
| Écosse (OCC)                        | 1                  |
| Espagne (Promusicae)                | 99                 |
| États-Unis (Billboard 200)          | 2                  |
| États-Unis (Top R&B/Hip-Hop Albums) | 1                  |
| Finlande (Suomen virallinen lista)  | 3                  |
| France (SNEP)                       | 1                  |
| Hongrie (Mahasz)                    | 5                  |
| Irlande (IRMA)                      | 1                  |
| Italie (FIMI)                       | 14                 |
| Nouvelle-Zélande (RIANZ)            | 1                  |
| Pays-Bas (Mega Album Top 100)       | 1                  |
| Portugal (AFP)                      | 29                 |
| Royaume-Uni (UK Albums Chart)       | 1                  |
| Royaume-Uni (R&B Albums)            | 1                  |
| Suisse (Schweizer Hitparade)        | 1                  |

## Certifications
| Pays              | Certification | Unités certifiées |
| ----------------- | ------------- | ----------------- |
| Australie (ARIA)  | Or            | 35 000            |
| États-Unis (RIAA) | Or            | 500 000           |
| France (SNEP)     | Or            | 50 000            |
| Royaume-Uni (BPI) | Or            | 100 000           |

## Historique de sortie
| Pays       | Date         | Format         | Label                  |
| ---------- | ------------ | -------------- | ---------------------- |
| Monde      | 7 août 2015  | téléchargement | Aftermath / Interscope |
| États-Unis | 21 août 2015 | CD             | Aftermath / Interscope |